# Orkanger
Orkanger – miasto w Norwegii w regionie Trøndelag, ośrodek administracyjny gminy Orkland. Populacja w 2019 roku wynosiła 8385 osób.

## Położenie
Orkanger położony jest na końcu Orkdalsfjorden, bocznej odnogi Trondheimsfjorden. W granicach miasta do fiordu uchodzą rzeki Orkla i Skjenaldelva.

## Historia
Orkanger i okolice zostały wydzielone jako osobna gmina z obszaru gminy Orkdal w 1920 roku. Wówczas populacja gminy wynosiła 1715 osób. W 1963 roku w wyniku kolejnej reformy gminę zlikwidowano, jej obszar ponownie włączając do Orkdal. Populacja wynosiła wówczas 2874 osoby.
W 2014 roku miejscowość uzyskała status miasta. 1 stycznia 2020 z gmin Orkdal, Agdenes, Meldal oraz części Snillfjord utworzono nową gminę Orkland, której centrum administracyjnym zostało Orkanger.